# Королёв, Иван Кириллович
Иван Кириллович Королёв (1801—1879), купец 2-й гильдии, Почётный гражданин, построил семь церквей, жертвовал крупные суммы на содержание училищ, монастырей и на помощь бедным. Комиссионер Высочайше утверждённого благотворительного «Московского общества 1837 года».

## Биография
Иван Кириллович родился в селе в 1801 году. В юношеском возрасте он поселился в Москве, где своим трудом приобрёл почётное звание и состояние, употребляя денежные средства на благотворительность. Иван Кириллович жертвовал на монастыри, поддержание училищ, например Александро-Мариинского Королёвского училища, и на помощь бедным.
Вместе с братом Л. К. Королёвым и племянником М. Л. Королёвым был совладельцем торгового дома Братья Королёвы, созданному в 1840-х годах, а также  попечителем Андреевской богадельни при Андреевском монастыре.
За свою жизнь Иван Кириллович построил семь храмов. Во все построенные им церкви, он делал денежные вклады.
В 1868 году тщанием Ивана Кирилловича в селе Ильино построена церковь Покрова Пресвятой Богородицы с двухъярусной колокольней.
Седьмая построенная им церковь — Святого Параклита в Общежительной пустыни Святого Параклита. В этой обители Иван Кириллович проводил Великий и Успенский посты. Сохранились его слова: «здесь въ святой обители, я совершенно отдыхаю душёю и уезжаю изъ ея мирныхъ стенъ обновлённымъ и укреплённымъ духомъ, всегда вынося приятное впечатленіе». В нижнем храме Иоанна Крестителя Иван Кириллович устроил для себя и своей жены место захоронения, где в 1864 году была похоронена его супруга Екатерина. Скончался Иван Кириллович Королёв 29 ноября 1879 году, на 78 году от рождения.
«Чрезъ пять дней погребальная колесница привезла останки почившаго в пустынь на вѣчный покой; здѣсь 3-го декабря Намѣстникомъ Лавры Архимандритомъ Леонидомъ, въ сослуженіи пустынной братіи, соборнѣ совершена была литургія, и гробъ почившаго опущенъ въ склепъ внутри храма и поставленъ рядомъ съ гробомъ супруги его Екатерины, умершей въ 1864 г.»

## Семья
Родители:
Отец — Кирилл Михайлович Королёв (1774—1843)
Мать — Ксения Григорьевна (1771—?)
Супруга — Екатерина (?—1864)
Брат — Леонтий Кириллович Королёв